# Associação do Bridge Argentino
A Associação do Bridge Argentino - ABA (espanhol :  Asociación del Bridge Argentino ) é um organismo desportivo argentino regulando o o bridge na Argentina. Foi criada em 1948. 
O presidente é Sylvie Elena Bidt.
O vice-presidente é Roberto Vigil.
A sua sede é em Buenos Aires.
A Associação do Bridge Argentino é filiada na Federação Mundial de Bridge.

## Organização

### Junta Direitiva
- presidente : Sylvia Elena Boldt
- vice-presidente : Roberto Vigil
- tesoureiro : Julio Alfonsin
- secretário : Enrique Boschetti

O presidente e o vice-presidente sao eleitos para um mandato de 3 anhos.

## Jogadores de bridge argentinos
- Roberto Vigil, vice-presidente da Associação do Bridge Argentino
- Gabino Alujas